# Victor Ntweng
Victor Ntweng (* 1. Dezember 1995) ist ein botswanischer Leichtathlet, der sich auf den 400-Meter-Hürdenlauf spezialisiert hat. Aktuell ist er Inhaber des Landesrekords über diese Distanz und 2024 wurde er in Douala Afrikameister.

## Sportliche Laufbahn
Erste internationale Erfahrungen sammelte Victor Ntweng im Jahr 2022, als er bei den Afrikameisterschaften in Port Louis in 51,77 s den siebten Platz über 400 m Hürden belegte. Bereits im März stellte er in Gaborone mit 49,80 s einen neuen botswanischen Landesrekord über diese Distanz auf. 2024 verbesserte er den Landesrekord auf 49,14 s und gewann im März bei den Afrikaspielen in Accra in 49,38 s die Silbermedaille hinter dem Marokkaner Saad Hinti. Im Juni siegte er in 48,88 s bei den Afrikameisterschaften in Douala. Anschließend schied er bei den Olympischen Sommerspielen in Paris mit 48,88 s in der Hoffnungsrunde aus.
In den Jahren 2022 und 2023 wurde Ntweng botswanischer Meister im 400-Meter-Hürdenlauf sowie 2022 in der 4-mal-400-Meter-Staffel.

## Persönliche Bestleistungen
- 400 Meter: 46,31 s, 5. Mai 2019 in Francistown
- 400 m Hürden: 48,82 s, 25. Mai 2024 in Potchefstroom